# 平野真一
平野 真一（ひらの しんいち、1990年3月17日 - ）は、和歌山県和歌山市出身の元サイクルロードレース選手。元卓球実業団選手。音響エンジニア。2017年までJプロツアーチーム東京ヴェントスに所属した。祖父は元プロ野球選手の平野謙二。

## 経歴
2013
- H.S.S e PISTONI Racing Team

2014年
- AMAZING PISTONI Racing Team
- 東京ヴェントスに加入。

2015年
Jエリートツアーでの活躍が際立ち、数々の上位成績を収めた。自身にとって飛躍のシーズンとなり、山岳レースを得意とするエースクライマーとしてチームを牽引した。
- 伊吹山ドライブウェイヒルクライム E1 2位
- JBCF三峰山ヒルクライム E1 優勝
- 紀の国わかやま国体では和歌山県代表として窪木一茂らと成年男子ロードレースに出場した。
- JBCF輪島ロード E1 2位
- ジャパンカップオープン 6位
- J-Elite Tour 個人総合4位

2016年
- ジャパンプロツアー昇格
- 伊吹山ドライブウェイヒルクライム  P 22位
- JBCF 群馬CSCロードレース Day-2（P決勝） 46位
- 東京都社会人対抗ロード クラスA 4位

2017年
- チームメイトに高木三千成(那須ブラーゼンより移籍)、伊藤瞬紀らが新たに加わった
- 第2回 JBCF まえばし赤城山ヒルクライム P1 35位
- 現役引退

2018年
- 和歌山県の実業団チームDECOJA Racing Team に所属

## 所属チーム
- 東京ヴェントス（2014年 - 2017年）
- 紀の川DECOJA Racing Team (2018年 - 2020年)

## 引退後の活動
現役引退後は、音響・オーディオ分野に従事している。